# Burg Kamieniec

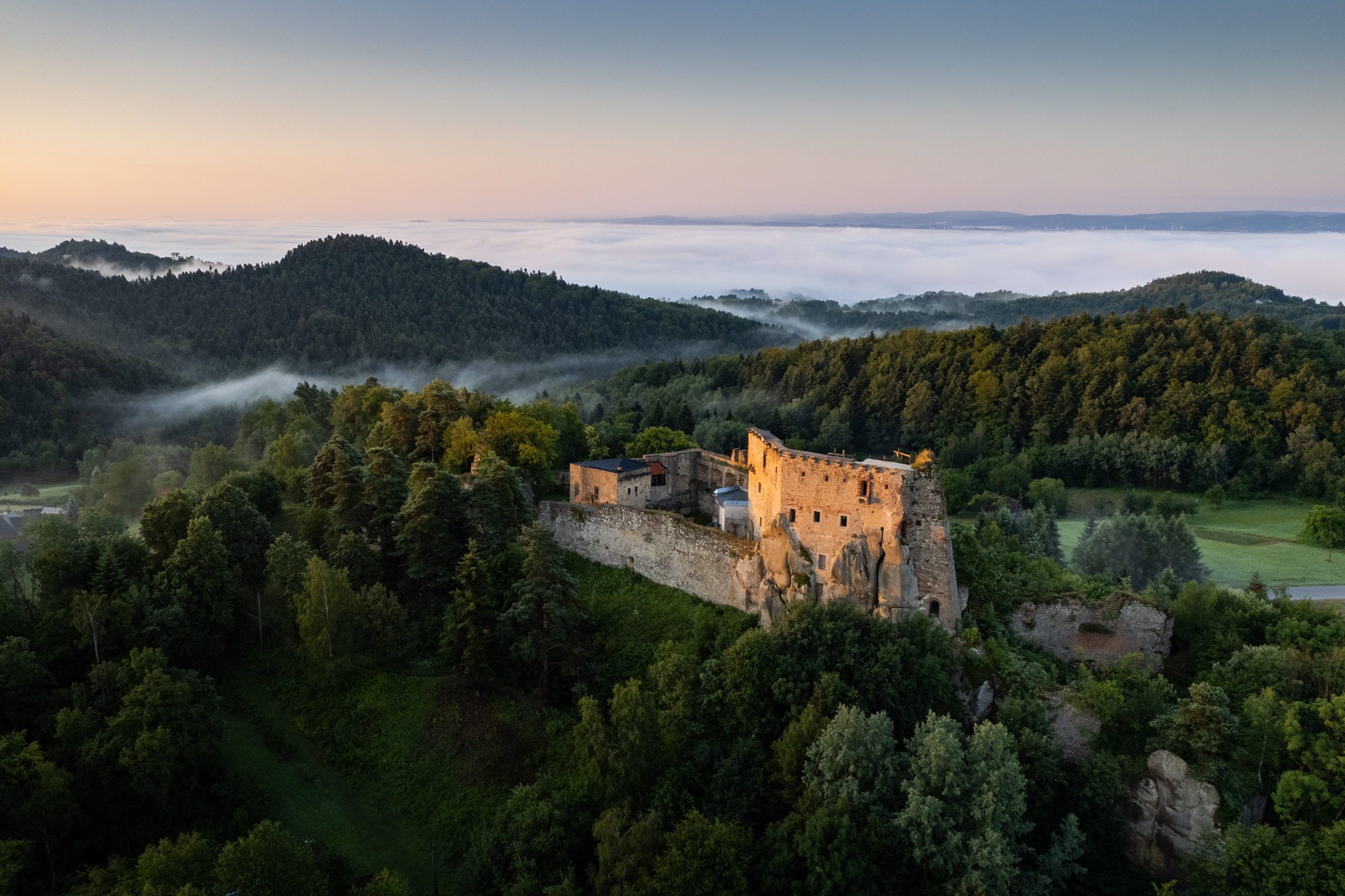
Luftbild

Das Burg Kamieniec (polnisch Zamek Kamieniec) ist eine Burgruine in Odrzykoń, in der Nähe von Krosno. Die Burg gehörte dem polnischen Adelsgeschlecht Kamieniecki.

## Lage
Die Burg liegt im Dynów-Gebirge an der Grenze der Gemeinden Wojaszówka und Korczyna.

## Geschichte
Die Burg geht wahrscheinlich auf die Bautätigkeit von König Kasimir dem Großen zurück. Sie wurde 1348 erstmals urkundlich erwähnt. 1396 erhielt der Ritter Klemens Moskarzewski die Burg für seine Verdienste bei der Verteidigung von Vilnius. Moskarzewski änderte daraufhin nach der Burg seinen Namen in Kamieniecki und empfing auf der Burg den König Władysław II. Jagiełło 1399. Die Messen in der Burgkapelle las im 15. Jahrhundert der spätere Heilige Johannes von Dukla.
1475 wurde die Burg von der Armee von Matthias Corvinus belagert. Später war der erste Großhetman der polnischen Krone Mikołaj Kamieniecki hier Burgherr. Sein Sohn Marcin Kamieniecki bewirtete Johann Zápolya auf der Burg, als dieser aus Ungarn fliehen musste.
1528/1530 erwarb der königliche Bankier Severin Boner die Unterburg. Er ließ die neue Burgkapelle von Bischof Stanisław Tarło einweihen, wurde selbst aber bald Calvinist. Sein gleichnamiger Sohn gewährte Fausto Sozzini, dem Gründer der Polnischen Brüder, Unterschlupf auf der Unterburg. Die Unterburg blieb im Besitz der Boner, bis Zofia Boner sie als Mitgift in die Ehe mit Jan Firlej brachte. Nach den Firlej waren um 1600 die Stadnicki Eigentümer der Burg und später die Skotnicki.
Da die Burg im 17. Jahrhundert zwei Eigentümer hatte, prozessierten Piotr Firlej und Jan Skotnicki ca. 30 Jahre lang um diverse Nutzungsrechte an der Burg. Die Gerichtsakten fand der spätere Eigentümer Aleksander Fredro im frühen 19. Jahrhundert in den Ruinen der Burg und schrieb auf ihrer Grundlage seine bekannteste Komödie Die Rache. Der Streit wurde schließlich 1638 durch die eheliche Verbindung der beiden Adelshäuser beigelegt. Die Burg wurde sodann bei der Belagerung durch die Truppen von Georg II. Rákóczi 1657 zerstört. Die Burg wurde nur notdürftig repariert und ging an die Mniszech und ab 1730 an die Scipio del Campo und danach die Branicki sowie Jabłonowski. 1745 war sie jedoch bereits in einem ruinösen Zustand.
Während der Konföderation von Bar verschanzten sich die Aufständischen in den Burgruinen, was weitere Zerstörung mit sich brachte. Durch Heirat mit Zofia Jabłonowska erwarb Aleksander Fredro 1828 die Burgruine. Der obere Teil der Burg gehörte den Potocki. Später gehörte die untere Burg den Szeptycki und die obere den Starowieyski, auch wenn seit dem Novemberaufstand nur der Einsiedler Jan Machnicki in den Ruinen hauste. 1885 versuchte der Architekt Napoleon Nawarski eine Rekonstruktion der Burg, die jedoch nicht verwirklicht wurde. 1894 wurde ein Denkmal für Tadeusz Kościuszko zum hunderdsten Jahrestag des Kościuszko-Aufstandes in der Burgruine errichtet.
Im Ersten Weltkrieg kam es zu Kämpfen im Gebirge um die Burgruine. Die Anlage ist eine der größten mittelalterlichen Burgruinen in den Karpaten.

## Persönlichkeiten
- Henryk Andreas Kamieniecki (1430–1488), polnischer Ritter, Senator und Kastellan von Sanok, hier geboren